# Adonisea lucilinea
Adonisea lucilinea là một loài bướm đêm trong họ Noctuidae.